# آکولوو
آکولوو (به لاتین: Akulovo) یک منطقهٔ مسکونی در روسیه است که در سرزمین آلتای واقع شده‌است.